# Nguyễn Thị Minh Khai
Nguyễn Thị Minh Khai (* 1. November 1910 in Vinh; † 28. August 1941) war eine vietnamesische Aktivistin der Kommunistischen Partei Vietnams in Französisch-Indochina. Sie unterstützte die im Untergrund agierende Partei seit ihrer Jugend und stieg zu einem Führungsmitglied der Partei auf. Sie wurde 1940 von den französischen Kolonialbehörden verhaftet und im Jahr darauf hingerichtet.
Die Geschichtsschreibung der Kommunistischen Partei in Vietnams stellt sie als Heldin und Märtyrerin des Kampfes für die Unabhängigkeit dar.

## Herkunft und Werdegang
Nguyen Thi Minh Khai wurde als Tochter eines Bahnangestellten in Nghe An. Ihr Großvater war Mandarin der schließlich seinen Status verlor und ihm Eisenbahnwesen arbeitete. Sie besuchte die Schule in der Provinzhauptstadt Vinh. Bereits während ihrer Schulzeit betätigte sie sich in antikolonialen Kreisen. Sie betätigte sich zunächst in der nichtkommunistischen, klandestinen Revolutionären Partei des Neuen Vietnams (vietnamesisch: Tân Việt Cách mệnh Đảng). 1930 war sie Gründungsmitglied der Kommunistischen Partei Indochinas. Ein Jahr zuvor war sie aufgrund drohender Verfolgung durch die Kolonialbehörden in den Untergrund gegangen.

## Parteitätigkeit
1930 fungierte Nguyen Thi Minh Khai als Privatsekretärin Ho Chi Minhs im Exil in Hongkong. Es gibt Berichte, wonach sie zu Ho Chi Minh ein eheähnliches Verhältnis gehabt habe. Die Parteiquellen schweigen jedoch hierzu. 1931 wurde sie von den britischen Sicherheitsbehörden in Hong Kong verhaftet und da man ihre Tarnidentität nicht widerlegen konnte nach China ausgewiesen. Dort wurde sie erneut inhaftiert, aber nach wenigen Monaten freigelassen. Daraufhin reiste sie nach Moskau und nahm 1935 am 7. Kongress der Kommunistischen Internationale teil. Im Verlauf heiratete sie den hochrangigen Parteiaktivisten Lê Hồng Phong. Ihre Schwester ging eine Ehe mit dem führenden Militärführer der Partei Vo Nguyen Giap ein. Nguyen Thi Minh Khai kehrte nach Indochina zurück und führte als Sekretär die Parteizelle der KP in Saigon. Im Juli 1940 wurde sie von den französischen Sicherheitsbehörden verhaftet und im Folgejahr hingerichtet. Die Kolonialbehörden befahlen ihre Hinrichtung zusammen mit anderen kommunistischen Kadern als Reaktion auf einen gescheiterten Aufstand der KP in Indochina im Herbst 1940.
Ihr Ehemann Le Hong Phong starb 1942 an den Folgen von Folter auf der Gefängnisinsel Poulo condore.

## Historiographie und Andenken
In der offiziellen Historiographie Vietnams, die von der kommunistischen Partei dominiert wird, zählt Ngyuen Thi Minh Khai zu den von der staatlichen Propaganda verehrten Märtyrer der kommunistischen Unabhängigkeitsbewegung. Der Historiker Christopher Goscha ordnet sie als Exponentin der ersten nach modernem Standard beschulten Frauengeneration in Vietnam ein, welche aus den traditionellen konfuzianistischen Geschlechterrollen ausgebrochen sei.
In Ho-Chi-Minh-Stadt wurde eine der Hauptstraßen nach ihr benannt.